# Алаверді (місто)
Алаве́рді (вірм. Ալավերդի) — місто на півночі Вірменії у марзі (області) Лорі. Розташоване на р. Дебед (приток Кури).

## Географія
Місто розташоване за 167 км від Єревану на крутих схилах каньйону річки Дебед на висоті від 750 до 1400 м над рівнем моря.

## Назва
У Середні віки на місці сучасного містечка існували вірменські селища Маніц-Ґом (вірм. Մանից գոմ) і Манасґомер (вірм. Մանասագոմեր), на місці яких 1899 року було засновано містечко Манес (вірм. Մանես). Цю назву місто мало до 1935 року.
За радянської влади місто дістало назву Алаверді (вірм. Ալավերդի). Ця назва відома з XVII століття та має тюркське походження: вона походить від імені одного з ханів Борчалинського хаканату, Аллахверді Моллаоглу Тархана (тур. Allahverdi Mollaoğlu Tarkhan, вірм. Ալլահվերդի Մոլլա օղլի Թարխանի).

## Економіка
Відомий як центр мідної промисловості Вірменії та як один з найстаріших центрів мідеплавильної промисловості в СРСР. Працює мідно-хімічний комбінат (виробляє мідь, суперфосфат, мідний купорос, сірчану кислоту).

## Транспорт

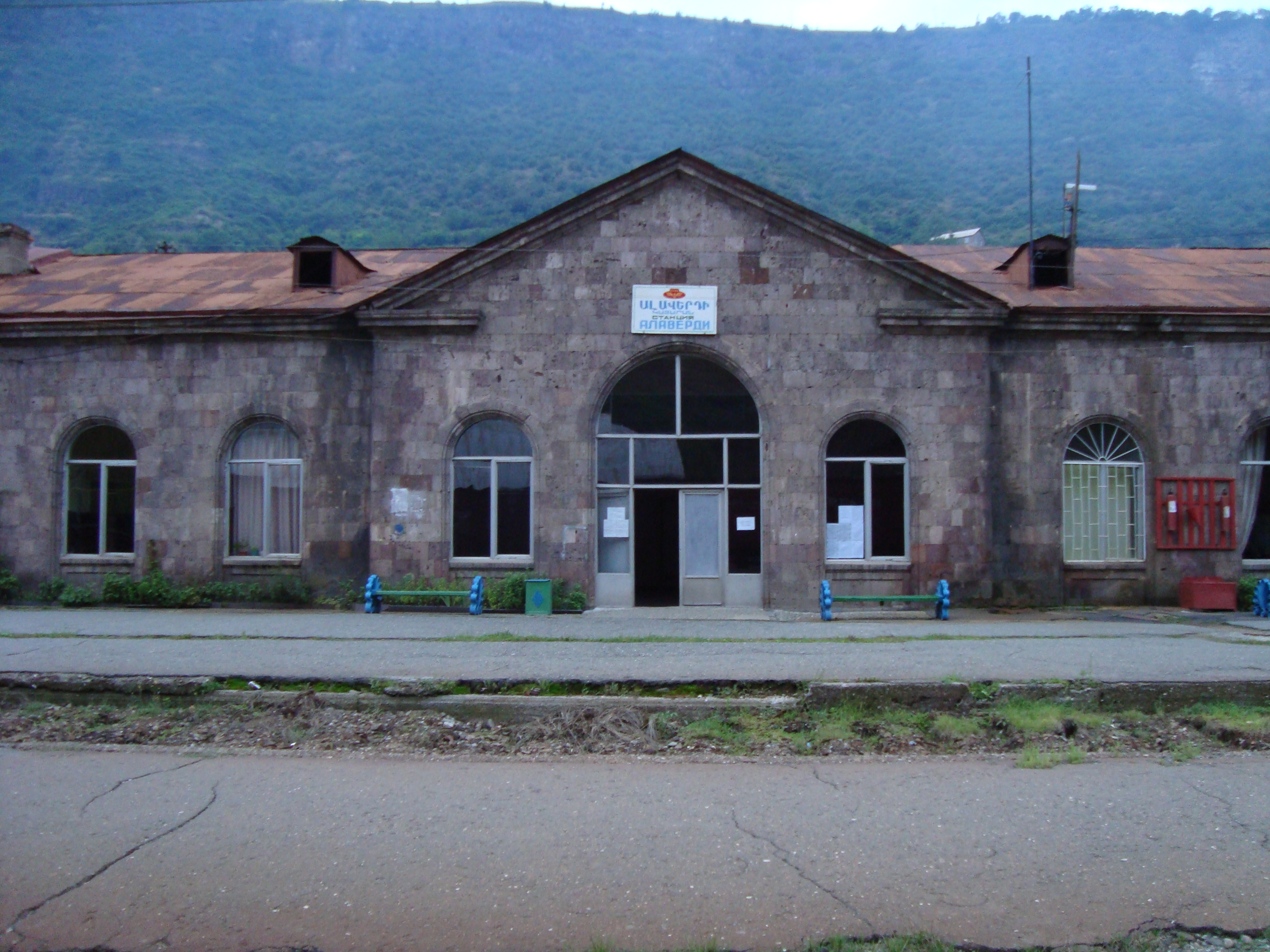
Залізнична станція

Через місто проходить основна траса та залізниця, що поєднують Єреван та Тбілісі. Траса надає можливість швидко дістатися найближчих міст за допомогою власного автомобіля чи численних автобусів та маршрутних таксі. Щоденно через залізничну станцію Алаверді курсують до двох десятків вантажних поїздів в обох напрямках. Пасажирське сполучення представлене курсуючим через добу поїздом Єреван — Тбілісі, а також літнім курсучим через добу поїздом Єреван — Батумі. Приміське сполучення складається лише з одного ранкового електропоїзду до станції Айрум та одного вечірнього електропоїзду до Ванадзору. 

### Канатна дорога
Канатна дорога - головна транспортна артерія міста. Вона з'єднує лівий, основний берег міста, з околицею на правому березі та монастирем Санаїн, таким чином з'єднуючи дві частини Алавердi. Побудована 16 червня 1977 року. Цього дня її першими пасажирами стали співробітники Алавердiйського мідеплавильного заводу. Канатною дорогою щодня користувалося близько 900 людей.
У зв'язку з падінням кількості населення міста ця кількість скоротилася до 450 осіб. Зниженню числа пасажирів сприяло також збільшення кількості маршрутних таксі та автомобілів. Попри це канатна дорога продовжувала працювати, зберігаючи важливе значення для промислового міста.
Канатна дорога Алаверді за свою майже 50-річну історію переставала діяти двічі. Першого разу - 2014 року, після того, як 24 травня сильний удар блискавки пошкодив двигун та генератор постійного струму. 3апрацювала знову лише через 11 місяців — 22 квітня 2015 року, при цьому втративши в швидкості. Вагон діставався в інший кінець міста за 8 хвилин, замість колишніх 4. Зі скороченням кількості пасажирів скорочувалися і фінанси, необхідні для підтримки роботи канатної дороги і в підсумку головний транспортний засіб міста було зачинено вдруге, 1 березня 2016 року.
У свій час вона працювала з 7:30 ранку до 12:30 ночі, її графік курсування залежав від пасажиропотоку, але максимальний час очікування становив 7 хвилин. Вартість — 70 драм (7,50 грн.).

## Поріднені міста
- Айос Іоанніс Рентіс, Греція
- Даугавпілс, Латвія
- Кобулеті, Грузія
- Полоцьк, Білорусь[5]